# Grandes orgues de la basilique du Sacré-Cœur de Lutterbach
Les grandes orgues de la basilique du Sacré-Cœur de Lutterbach est un instrument de style néo-classique, construit par le facteur d'orgues Schwenkedel de Strasbourg et inauguré en 1958. Il compte 3028 tuyaux et 48 jeux.

## Historique
Le premier orgue de Lutterbach a été installé en 1772 dans l'église paroissiale dédiée à Saint-Martin. Il s'agissait de l'œuvre du facteur d'orgues  Johann Baptist Hättich de Badenweiler. Ce premier instrument sera remplacé en 1862 par un orgue des frères Jean-Georges et Nicolas Verschneider de Rémering en Moselle. Au moment de la construction de la basilique, on fait appel à Martin Rinckenbach, ainsi qu'à la maison Boehm de Mulhouse pour le buffet en chêne. Le premier orgue de la basilique compte 36 jeux pour deux claviers et un pédalier. Il est inauguré en 1909 et détruit lors d'un  bombardement en 1944.
La reconstruction d'après-guerre (1958) est confiée à la manufacture de Georges et Curt Schwenkedel. La dernière restauration, ralentie par l'épidémie de covid-19 s'est déroulée sur 3 ans à partir de 2018. Elle a été menée par le facteur d'orgues Stéphane Braillon. Lors de la messe du 6 juin 2021, l'orgue a été inauguré et béni par le chanoine Bernard Xibaut, chancelier du diocèse de Strasbourg,.

## Description

### Le buffet
Le buffet de chêne réalisé en 1909 a été entièrement détruit à l'exception du sous-bassement et de la statue de Sainte-Cécile.

### La soufflerie et les sommiers
La production de l'air a été confiée à un ventilateur qui alimente les 8 sommiers : 4 pour le récit, 2 pour le grand orgue et 2 pour le pédalier.

### Tuyaux et jeux
Les trois claviers (console de 56 notes) et le pédalier (console de 32 notes) permettent d'actionner 48 jeux. Le jeu voix humaine qui existait dans l'orgue de 1909 a été supprimé lors de la reconstruction. Les 3028 tuyaux ont été réalisés en cuivre, en zinc ou en bois. Les plus petits ne font que quelques millimètres de long, et les plus grands plus de 5 m. Les 15 jeux du récit sont dans une boîte expressive qui permettent à l'organiste de produire des effets de crescendo et de decrescendo grâce à des jalousies mobiles.